# Georges Van Calenberg
Georges Van Calenberg (ur. 6 grudnia 1912 w Tournai – zm. 28 czerwca 1973) – belgijski piłkarz grający na pozycji obrońcy. Był reprezentantem Belgii.

## Kariera klubowa
Całą swoją karierę piłkarską Van Calenberg spędził w klubie RSC Anderlecht. W sezonie 1931/1932 zadebiutował w nim i grał w nim do 1946 roku. W sezonie 1943/1944 wywalczył z Anderlechtem wicemistrzostwo Belgii.

## Kariera reprezentacyjna
W reprezentacji Belgii Van Calenberg zadebiutował 29 stycznia 1939 w przegranym 1:4 towarzyskim meczu z Niemcami, rozegranym w Brukseli. Od 1939 do 1940 rozegrał w kadrze narodowej 8 meczów.